# Hipacy z Paflagonii
Hipacy z Paflagonii lub Hipacy z Gangry, Hipacjusz, łac. Hipatius, gr. Υπάτιος Γαγγρών, cs. Swiaszczennomuczenik Ipatij, jepiskop Gangrskij – żyjący w IV wieku biskup, święty Kościoła katolickiego i prawosławnego, uznawany w nim za męczennika.

## Życie
Jako biskup Paflagonii, w 340 roku był uczestnikiem synodu w Gangrze (obecnie Cankiri). Brak potwierdzenia, której diecezji przewodził i przypuszcza się, że jego stolicą biskupią mogła być właśnie Gangra, główne miasto Paflagonii.
O życiu św. Hipacego, którego kult rozwijał się równie bujnie, co legendy o nim, brak pewnych i potwierdzonych informacji. Miał być uczestnikiem I Soboru nicejskiego, a nawet paść ofiarą męczeńskiej śmierci z rąk nowacjan, gdy z niego powracał (325). Według innych przekazów miał być autorem komentarzy biblijnych.

## Dzień obchodów
Jego wspomnienie liturgiczne obchodzone jest zgodnie z Martyrologium Romanum, w którym umieścił go Baroniusz, 14 listopada.
Cerkiew prawosławna wspomina świętego męczennika dwukrotnie:
- 31 marca/13 kwietnia[1], tj. 13 kwietnia według kalendarza gregoriańskiego
- 16/29  listopada, tj. 29 listopada[2].

W synaksariach wymieniany jest wielokrotnie.

## Kult
Pamięć o św. Hipacym podtrzymywali włoscy bazylianie, szczególnymi miejscami kultu są opactwo w Grottaferrata i Tiggiano, którego jest patronem.
Cerkiew wychwala Hipacego jako „cierpiętnika w imię Boże, mądrego hierarchę, źródło cudów, dobrego pasterza, oporę Cerkwi”.

## Ikonografia
W sztuce Wschodu święty przedstawiany jest jako sędziwy mężczyzna w biskupich szatach z siwą, kędzierzawą brodą. Zależnie od typu ikony w dłoniach trzyma Ewangelię lub w prawej ręce ikonę Matki Bożej z Dzieciątkiem, a w lewej zwój z napisem: „Niech będzie przeklęty ten, kto nie czci ikony Najświętszej Bogarodzicy z odwiecznym Dzieciątkiem Jezusem Chrystusem”.